# Charles Weibel
Charles Alexander Weibel (* 28. Oktober 1950 in Terre Haute, Indiana) ist ein US-amerikanischer Mathematiker, der sich mit Algebraischer K-Theorie, Algebraischer Geometrie und Homologischer Algebra befasst.

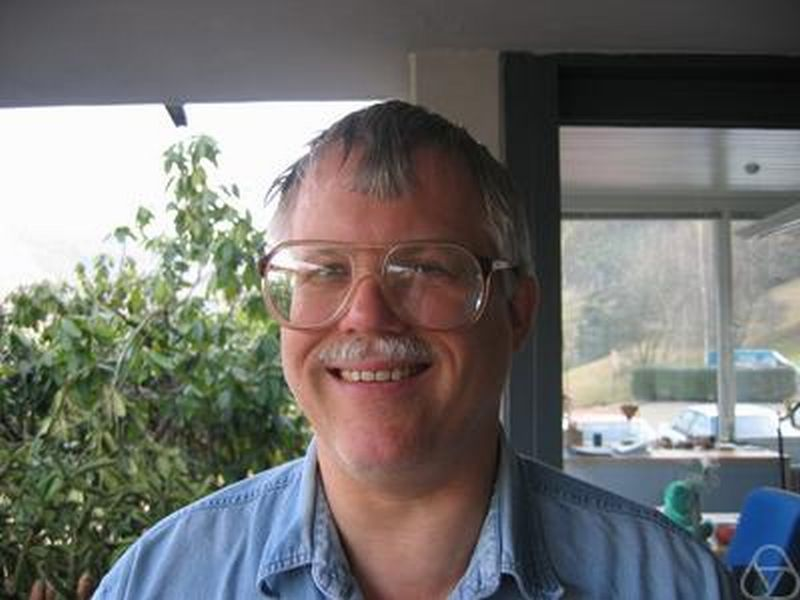
Charles A. Weibel, Oberwolfach 2004

Weibel studierte Physik und Mathematik an der University of Michigan mit Bachelor-Abschlüssen in beiden Fächern 1972 und an der University of Chicago mit dem Master-Abschluss 1973 und der Promotion 1977 bei Richard Swan (Homotopy in Algebraic K-Theory). Von 1970 bis 1976 war er Operations Research Analyst bei Standard Oil in Indiana und 1977/78 am Institute for Advanced Study. 1978 wurde er Assistant Professor an der University of Pennsylvania sowie 1980 Assistant Professor und ab 1989 Professor an der Rutgers University.
Er war mit Wladimir Wojewodski, Markus Rost und anderen am Beweis der (motivischen) Bloch-Kato-Vermutung beteiligt (2009). Sie ist eine Verallgemeinerung der Milnor-Vermutung der algebraischen K-Theorie, die Wojewodski in den 1990er Jahren bewies.
1992 war er Gastprofessor in Paris und 1993 in Straßburg. Ab 1983 war er Herausgeber des Journal of Pure and Applied Algebra. Er ist Fellow der American Mathematical Society.

## Schriften (Auswahl)
- An introduction to homological algebra (= Cambridge Studies in Advanced Mathematics. 38). Cambridge University Press, Cambridge u. a. 1994, ISBN 0-521-43500-5.
- mit John Rognes: Two-primary algebraic K-theory of rings of integers in number fields. With an Appendix by Manfred Kolster. In: Journal of the American Mathematical Society. Band 13, Nummer 1, 2000, S. 1–54.
- Survey of Non-Desarguesian Planes. In: Notices of the American Mathematical Society. Band 54, Nummer 10, November 2007, S. 1294–1303.
- mit Guillermo Cortiñas, Christian Haesemeyer, Marco Schlichting: Cyclic homology, cdh-cohomology and negative {\displaystyle K}-theory. In: Annals of Mathematics. Serie 2, Band 167, Nummer 2, 2008, S. 549–573.
- The norm residue isomorphism theorem. In: Journal of Topology. Band 2, Nummer 2, 2009, S. 346–372, doi:10.1112/jtopol/jtp013.
- mit Guillermo Cortiñas, Christian Haesemeyer, Mark E. Walker: Bass’ NK groups and cdh-fibrant Hochschild homology. In: Inventiones Mathematicae. Band 181, Nummer 2, 2010, S. 421–448, doi:10.1007/s00222-010-0253-z.
- The K-book. An Introduction to Algebraic K-theory (= Graduate Studies in Mathematics. 145). American Mathematical Society, Providence RI 2013, ISBN 978-0-8218-9132-2 (online).